# Цкоуші
Цкоуші (груз. წყოუში) — село в Грузії.
За даними перепису населення 2014 року в селі проживає 343 особи.